# 525 Adelaide
För andra betydelser, se Adelaide (olika betydelser).
525 Adelaide eller A908 UJ är en asteroid i huvudbältet, som upptäcktes 21 oktober 1908 av den amerikanske astronomen Joel Hastings Metcalf i Taunton. Den är uppkallad efter Adelaide av Sachsen-Meiningen.
Asteroiden har en diameter på ungefär 9 kilometer och den tillhör asteroidgruppen Flora.